# عيب الحاجز الأذيني البطيني
عيب الحاجز الأذيني البطيني (بالإنجليزية: Atrioventricular septal defect)‏ أو عيب القناة الأذينية البطينية (بالإنجليزية: atrioventricular canal defect)‏ المعروف أيضا باسم «القناة الأذينية البطينية المشتركة» أو «عيب وسادة الشغاف»، يتميز بنقص الحاجز الأذيني البطيني للقلب. وهو ناتج عن اندماج غير طبيعي أو غير ملائم للوسائد البطانية العليا والدنيا مع الجزء الأوسط من الحاجز الأذيني والجزء العضلي من الحاجز البطيني.

## الأعراض
تشمل الأعراض صعوبة في التنفس (ضيق النفس) وتغير لونها المزرق على الجلد والشفتين (زرقة). سيظهر للطفل حديث الولادة علامات قصور القلب مثل الوذمة، التعب، الصفير، التعرق ونبض القلب غير المنتظم.

### المضاعفات
عندما تكون هناك ثقوب في الحاجز الذي يقسم حجرات القلب الأربع، الدم الغني بالأكسجين والدم المنقوص بالأكسجين يختلطان، فإن هذا يخلق ضغطًا أكبر على القلب لضخ الدم إلى المكان الذي يحتاج إليه الأكسجين. نتيجة لذلك، تحصل على تضخم القلب وفشل القلب (عدم القدرة على تزويد الجسم بشكل كاف بالأكسجين اللازم وارتفاع ضغط الدم الرئوي والالتهاب الرئوي.
تطور ارتفاع ضغط الدم الرئوي خطير جدا. وهذا بسبب ضعف البطين الأيسر بسبب الإفراط في استخدامه. عندما يحدث هذا، يعود الضغط إلى الوريد الرئوي والرئتين. هذا النوع من الضرر لا رجعة فيه، ولهذا يوصى بالعلاج الفوري بعد التشخيص.

### حالات متعلقة
وغالبا ما يرتبط متلازمة داون مع عيب الحاجز الأذيني البطيني. عوامل الخطر الأخرى تشمل: وجود أحد الوالدين مع عيب خلقي في القلب، وتعاطي الكحول أثناء الحمل، وعلاج مرض السكري غير المنضبط أثناء الحمل وبعض الأدوية أثناء الحمل.
يرتبط هذا النوع من عيوب القلب الخلقية بمرضى متلازمة داون (التثلث الصبغي 21) أو متلازمات التغاير غير المتجانسة. 45% من الأطفال الذين يعانون من متلازمة داون يعانون من أمراض القلب الخلقية. من هذه، 35-40% لديهم عيوب الحاجز الأذيني البطيني. وبالمثل، فإن ثلث جميع الأطفال الذين يولدون بمرض بعيب الحاجز الأذيني البطيني يعانون من متلازمة داون.
وأظهرت دراسة أيضًا أن هناك أيضًا زيادة في خطر القناة الأذينية البطينية في المرضى الذين يعانون من متلازمة نونان. يختلف النمط الذي لوحظ في هؤلاء المرضى الذين يعانون من متلازمة نونان عن أولئك الذين يعانون من متلازمة داون في أن عيب الحاجز الأذيني البطيني «الجزئي» أكثر شيوعًا بين أولئك الذين يعانون من متلازمة نونان، حيث يظهر أولئك الذين يعانون من متلازمة داون انتشارًا للنموذج «الكامل» من عيب الحاجز الأذيني البطيني.

## الفيزيولوجيا المرضية
إذا كان هناك عيب في الحاجز، فمن الممكن أن ينتقل الدم من الجانب الأيسر من القلب إلى الجانب الأيمن من القلب، أو العكس. بما أن الجانب الأيمن من القلب يحتوي على دم وريدي يحتوي على نسبة منخفضة من الأكسجين، والجانب الأيسر من القلب يحتوي على دم شرياني يحتوي على نسبة عالية من الأكسجين، فمن المفيد منع أي اتصال بين جانبي القلب ومنع الدم من جانبي القلب من الاختلاط مع بعضهم البعض.

### العلاقة الوراثية
تي مربع عامل النسخ 2 هو عامل نسخ على شكل (تي) وعادة ما يتم التعبير عنه خلال مناطق مختلفة من التطور الجنيني. أحد التعبيرات البارزة هي عندما يظهر في تطور نظام التدفق الخارجي والقناة الأذينية البطينية للقلب النامي.
في دراسة، استخدموا الطفرات المستهدفة في الفئران لحذف موضع عامل النسخ في بعض العينات. أظهرت النتائج أن الفئران التي كانت متجانسة وخالية من متجانسة (+ / + و +/-) لتي مربع عامل النسخ 2 أسفرت عن تطوير صحة القلب، في حين أن أولئك الذين كانوا متجانسين متجانسة (- / -) لتي مربع عامل النسخ 2 ماتوا في وقت مبكر بسبب عدم القدرة من القلب لتزويد الجسم. أظهرت أنه لم يكن هناك تشكيل كافٍ للوسادة الشغاف. كان هناك خلل واضح ليس فقط في القناة الأذينية البطينية ولكن أيضًا في البطين الأيسر. تدعم هذه الدراسة حقيقة أن تعبير مربع تي عامل النسخ 2 مهم في تطوير التمايز المناسب لحجرات القلب، وبالتالي لا يمكن أن يكون له علاقة مباشرة بتطور عيب القناة الأذينية البطينية.

## التشخيص

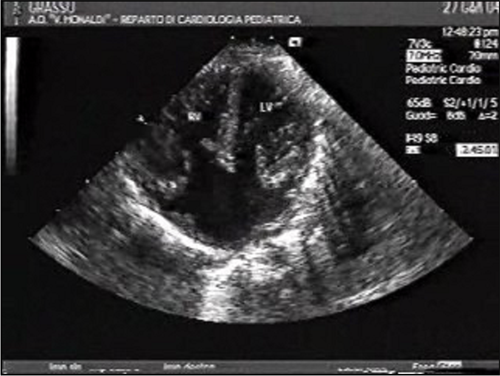
تخطيط فوق الصوتية تظهر عيب الحاجز الأذيني البطيني الكامل

يمكن الكشف عن عيوب الحاجز الأذيني البطيني عن طريق تسمع القلب. أنها تسبب نفخة غير نمطية ونغمات القلب بصوت عال. يمكن الحصول على تأكيد من نتائج التسمع القلبي عن طريق الموجات فوق الصوتية للقلب (تخطيط صدى القلب - أقل توغلًا) وقسطرة القلب (أكثر توغل).
يمكن أيضًا إجراء تشخيص مبدئي في الرحم عبر تخطيط صدى القلب للجنين. يعتبر تشخيص عيب الحاجز الأذيني الذي تم إجراؤه قبل الولادة علامة على متلازمة داون، على الرغم من وجود علامات أخرى واختبارات إضافية مطلوبة قبل أي تأكيد نهائي لأي منهما.

### تصنيف
تم استخدام مجموعة متنوعة من التصنيفات المختلفة، لكن العيوب تنقسم بشكل إلى «جزئية» أو «كاملة».
- في عيب الحاجز الأذيني البطيني الجزئي، هناك عيب في الاولية أو الجزء السفلي من الحاجز الأذيني ولكن لا يوجد اتصال مباشر داخل البطين (عيب الفوهة الاولية).
- في عيب الحجز الأذيني البطيني الكامل، يوجد مكون كبير من البطين أسفل إما أو كليهما منشورات سد أو متفوقة سد صمام الأذيني البطيني. يشمل الخلل كامل منطقة تقاطع الغرف العلوية والسفلية للقلب، أي حيث تصل الأذينين إلى البطينين. يشمل الخلل كامل منطقة تقاطع الغرف العلوية والسفلية للقلب، أي حيث تصل الأذينين إلى البطينين. هناك فتحة كبيرة بين الجزء السفلي من الأذينين والجزء العلوي أو 'مدخل' من البطينين وهذا يرتبط مع وجود خلل كبير في الصمامات التي تفصل الأذينين عن البطينين. تصبح الصمامات سارية المفعول في الصمام الأذيني البطيني، وتعتمد شدة الخلل إلى حد كبير على الملحقات الداعمة للصمام إلى البطينين وما إذا كان الصمام يسمح بالتدفق المهيمن من الأذين الأيمن إلى البطين الأيمن ومن الأذين الأيسر إلى اليسار البطين (التدفق «غير المتوازن»). تشبه المشكلات الكلية مشكلات عيب الحاجز البطيني ولكنها أكثر تعقيدًا. هناك زيادة في تدفق الدم إلى الرئتين من خلال كل من مكونات البطين الأذيني والعيب. بالإضافة إلى ذلك، فإن الصمام الأذيني البطيني غير الطبيعي يتسرب دائمًا، بحيث عندما تنقبض البطينات، لا يتدفق الدم إلى الأمام إلى الجسم والرئتين فحسب، بل أيضًا إلى الوراء إلى الأذينين. يتسبب تأثير الضغط الخلفي على الأذينين في احتقان الدم في الأذين الأيسر بشكل خاص، وهذا بدوره يؤدي إلى احتقان في الأوردة التي تستنزف الرئتين. التأثير على الطفل هو تفاقم قصور القلب المرتبط بـعيب الحاجز الأذيني المعزول والإسراع في بداية ارتفاع ضغط الدم الرئوي. تجدر الإشارة إلى أن عيب الحاجز الأذيني البطيني الكامل موجود في حوالي ثلث الأطفال الذين يعانون من متلازمة داون، ولكنه يحدث أيضًا على أنه خلل مبعد.[بحاجة لمصدر]

## العلاج
العلاج جراحي ويتضمن إغلاق عيوب الحاجز الأذيني والبطيني واستعادة الصمام المترالي قدر الإمكان. تتطلب العمليات الجراحية المفتوحة جهازًا للقلب والرئة ويتم ذلك باستخدام بضع القص الناصف. معدل الوفيات الجراحية لعيوب الفوهة الأولية غير المعقدة في المراكز ذات الخبرة هي 2%؛ للحالات غير معقدة من عيب القناة الأذينية البطينية الكامل 4% أو أقل. يمكن أن تزيد المضاعفات المعينة، مثل رباعية فالو أو التدفق غير المتوازن للغاية عبر صمام الأذيني البطيني الشائع، من المخاطر بشكل كبير.
عادةً ما يكون الرضع المولودين مع عيب الحاجز الأذيني البطيني في صحة كافية ولا يحتاجون إلى جراحة تصحيحية فورية. إذا لم تكن هناك حاجة لإجراء عملية جراحية بعد الولادة مباشرة، فسيتم مراقبة الوليد حديثًا عن كثب خلال الأشهر القليلة المقبلة، وستتوقف العملية حتى ظهور أول علامات الإصابة بضيق الرئة أو قصور القلب. وهذا يمنح الطفل الرضيع وقتًا للنمو، مما يزيد من حجم القلب، وبالتالي سهولة العملية، وكذلك سهولة الشفاء. يحتاج الرضع عمومًا إلى عملية جراحية في غضون ثلاثة إلى ستة أشهر، ومع ذلك، قد يكونون قادرين على الانتقال إلى عامين قبل أن تصبح العملية ضرورية، وهذا يتوقف على شدة الخلل.